# Paróquia de Nossa Senhora do Rosário (Mogi Guaçu)
A Paróquia Santuário Nossa Senhora do Rosário, localizada em Mogi Guaçu, foi fundada em 1977. É uma das maiores igrejas da cidade. Hoje está sob jurisdição da Diocese de São João da Boa Vista.